# Anne-Edel Gyldenkrone
Anne-Edel Alvide baronesse Gyldenkrone (4. juli 1912 i Valløby – ?) var en dansk hofdame.
Hun var datter af Ove lensbaron Gyldenkrone og hustru Sophie Jacobine Dinesen og var hofdame ved hoffet.